# Зарічанка
Заріча́нка (раніше Ходиківці, місто Лянцкорунь, містечко Лянскорунь пол. Lanckoroń) — село в Україні, у Чемеровецькій селищній громаді Кам'янець-Подільського району Хмельницької області.

## Назва
Початково в історичних документах поселення згадується як Ходиківці. Перейшло у власність шляхетського роду Лянцкоронських і назване на їх честь у Лянцкорунь. В 1946 р. указом Президії Верховної Ради УРСР село отримало назву Зарічани. Нова комуністична назва села дана за місцем проживання людей, «зарічани» — «ті, що живуть за річкою».

## Географія
Подільське село Зарічанка розкинулось на південному заході України, за 30 кілометрів від Кам'янця-Подільського. Селом протікають річки Летавка та Жванчик. Через село проходить автошлях регіонального значення Р48 Кам'янець-Подільський — Сатанів.

### Клімат
Зарічанка знаходяться в межах вологого континентального клімату із теплим літом. Але діяльність людини призводить до поганих змін та глобального потепління. Рівень наповнення річок водою в області становить лише 20 % від необхідного стандарту, значна частина земної поверхні стає посушливою. Для покращення ситуації варто було б відновлювати екосистеми та лісові масиви.

## Історія
Поблизу села виявлено поселення часу неоліту та кілька поселень черняхівської культури.
26 березня 1410 року король Владислав Ягайло дав привілей подільському воєводі Грицькові Кердейовичу (Кердею) на села Кормильча і Ходиківці (сучасна Зарічанка). У XVIII ст. поселення отримало статус містечка й нову назву — Лянцкорунь. Друга згадка про сучасну Зарічанку датується 1493 роком, тоді поселення називалося Ходиківці. На той час у Ходиківцях було три будинки.
У XVI столітті Ходиківці належали Карабчовським.
Церква Знесіння згадується в документах з 1732 року. В 1759 році при церкві діяла школа.
На початку XVIII століття Ходиківці шляхом подарунку перейшли до Лянцкоронських і перейменовані в Лянцкорунь (розмовне Яскорунь). Мало статус містечка. У XVIII столітті було дві уніатські церкви. З перетворенням цього поселення в містечко тут поселилося багато євреїв.
Синагога у Лянцкоруні відома з кінця XVII століття — початок XVIII століття, була дерев'яна.

Дерев'яна синагога

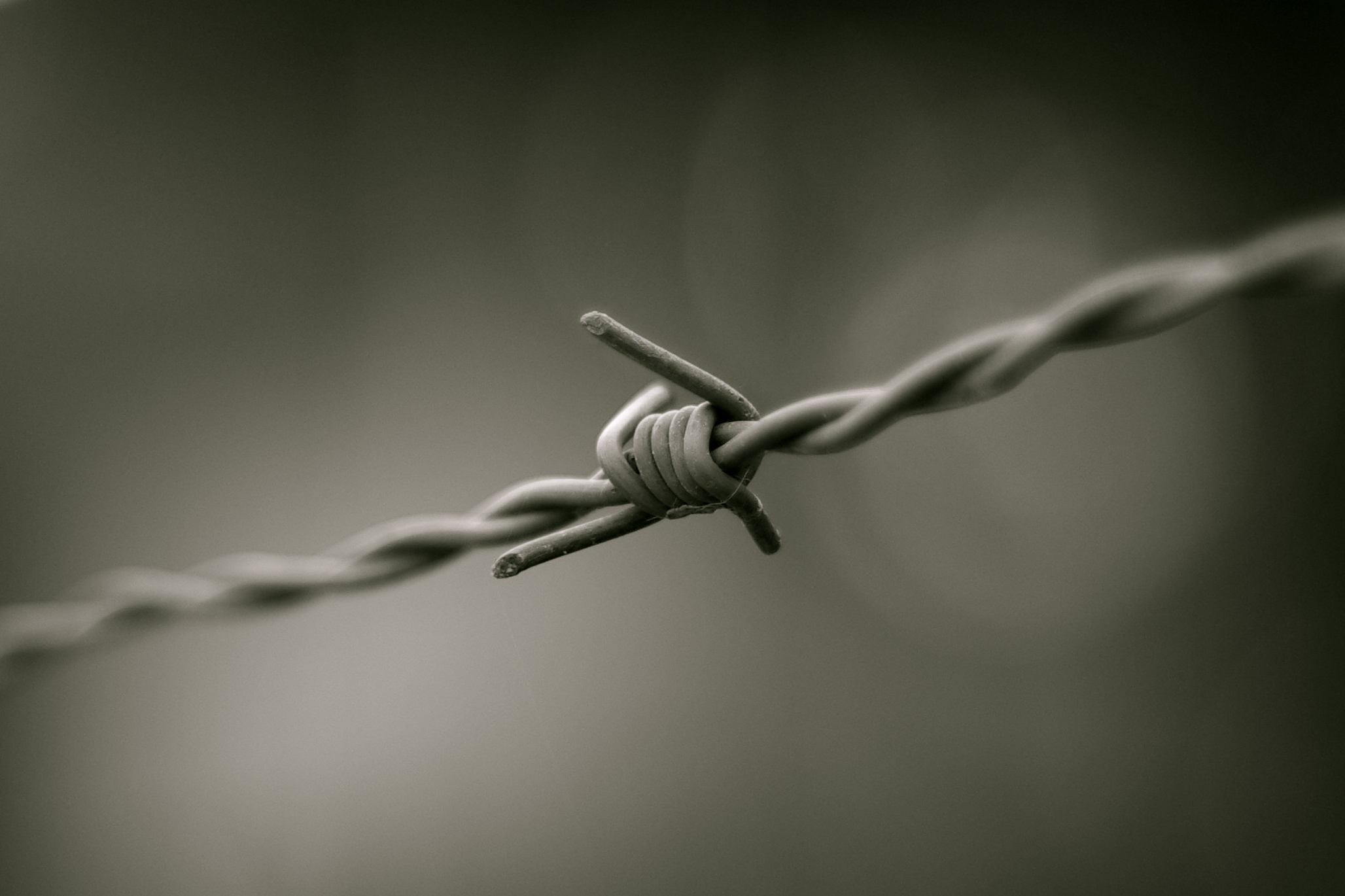
[http://www.reabit.org.ua/nbr/?st=3®ion=&ss=Рудківці&logic=or&f1_type=begins&f1_str=&f2_type=begins&f2_str=&f3_type=begins&f3_str=&f4_from=&f4_till=&f7%5B%5D=all&f14%5B%5D=all#list Національний банк репресованих

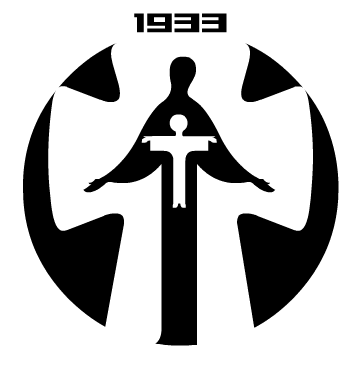
[https://victimsholodomor.org.ua/khmelnytsky/easytable/25-peoples-new.html?start=300 Список жертв Голодомору, Хмельницька область

У січні 1756 року в Лянцкоруні заарештований Яків Франк разом зі своїми послідовниками.
В 1797 році поширилась чума, яка проникла разом з купецькими товарами в Лянцкорунь. До кінця року епідемія стихла.
У XIX ст. в містечку було п'ять синагог. З 2356-ти жителів Лянцкоруні, 48,2 відсотки були євреями. Така кількість осіб цієї нації, що споконвіків займалась лихварством та ремісничим виробництвом змусила в прямому значенні цього слова економічно піднятися містечку. Євреям належав пивоварний завод, водяний млин, аптека, що була єдиною в окрузі, станова квартира, ремісничі лавки.
Селяни були звільнені від кріпацтва в 1861 році. На честь цієї події в багатьох селах Поділля на в'їздах встановлювали пам'ятні фігури, такі збереглись в селах: Нігин, Черче. Ця традиція помаленьку відновлюється, встановлюються статуї Божої Матері чи інші фігури.
1863 року селяни втрачають можливість користуватись рідною мовою, видано таємне розпорядження — Валуєвський циркуляр, що наказував призупинити видання значної частини книг, написаних українською мовою, а згодом доповнено Емським указом.
Внаслідок поразки визвольних змагань на початку XX століття, село надовго окуповане російсько-більшовицькими загарбниками.
Радянська окупація принесла колективізацію та розкуркулення, мешканці села зазнали репресій. В багатьох частинах Поділля відбувались масові селянські повстання проти радянської влади.
З 7 березня 1923 по 4 грудня 1928 року — центр Лянцкорунського району, Кам'янецької округи.
У 1926 році було засновано єврейську сільраду, існував єврейський народний суд.
В 1932–1933 селяни села пережили сталінський голодомор.
В роки Великого терору 1936-1937 вбито осіб різних національностей і професій, багато людей було виселено як сім'ї «ворогів народу». Так, 7 грудня 1937 року заарештований житель села Остап Федорович й згідно з постановою наркома НКВС розстріляний у місті Кам'янець-Подільський в 1938 році.
Підчас війни було створене гетто. Після завершення Другої світової війни у 1946—1947 роках мешканці села вчергове пережили голод.
7 березня 1946 року Лянцкорунь перейменували на Зарічанку, через польське походження історичної назви. Комуністичній владі у немилість потрапили назви інших народів, у різний час було вилучено практично усі назви поселень, в основах яких звучали як давні, так і новітні етноніми.
З 1991 року в складі незалежної України.
9 червня 2016 року владика Антоній у Зарічанці освятив храм на честь Вознесіння Господнього.
15 вересня 2016 року шляхом об'єднання сільських територіальних громад, село увійшло до складу Чемеровецької селищної громади. Об'єднання в громаду має створити умови для формування ефективної і відповідальної місцевої влади, яка зможе забезпечити комфортне та безпечне середовище для проживання людей.
До адміністративної реформи 19 липня 2020 року село належало до Чемеровецького району, після його ліквідації, увійшло до складу Кам'янець-Подільського району.
До наших днів зберігся старий млин і, зі слів місцевих, залишки поміщицької садиби, де зараз дитячий садок.

## Населення
У 1847 року Лянцкоруні проживало 939 євреїв, 1897 року їх чисельність становила 50 % від населення.
1927 року — 1638 євреїв, що становило 95 % населення поселення.
На 2001 рік населення села становило 929 осіб.

### Мова
У селі поширені західноподільська говірка та південноподільська говірка, що відносяться до подільського говору, який належить до південно-західного наріччя.
Розподіл населення за рідною мовою за даними перепису 2001 року:
| Мова       | Відсоток |
| ---------- | -------- |
| українська | 98,82 %  |
| російська  | 0,97 %   |
| білоруська | 0,11 %   |
| молдовська | 0,11 %   |

## Видатні люди

### Уродженці
- Щербань Михайло Ілліч (1921 — 2000) — український географ-кліматолог, доктор географічних наук, професор Київського університету.
- Адамчук Валерій Васильович — український доктор технічних наук, професор, академік Національної академії аграрних наук України.

### Проживали, перебували
- Кердейович Грицько — руський (український) боярин з роду Кирдеєвичів, власник села.
- Стефанців Володимир Миколайович (1974—2015) — солдат Збройних сил України, учасник російсько-української війни.
- Юриняк Анатолій Богданович — український літературознавець, журналіст, редактор, молоді роки вчителював у місті Лянцкорунь.
- Федорович Остап Іванович (1884—1938) — український селянин, проживав у селі Зарічанка, родом зі села Шманьківці. Заарештований 7 грудня 1937 р. (ст. 54-1, 54-11 КК УРСР). Згідно з постановою наркома НКВС і прокурора СРСР від 8 січня 1938 р. розстріляний у місті Кам'янець-Подільський 31 січня 1938 р. Реабілітований 30 травня 1989 року.
- Свідзінський Володимир Юхимович — український поет доби «Розстріляного відродження», перекладач, перебував певний час в Лянцкоруні.
- Яків Франк — єврейський релігійний діяч XVIII століття, що проголосив себе Месією.
- Шафранівський Андрій Феодистович (23 жовтня 1898 — 23 листопада 1921) — український військовий армії УНР, містечку Лянцкорунь працював у земській лікарні. Під час Другого Зимового походу — фельдшер лазарету 4-ї Київської дивізії. Бувши пораненим, потрапив у полон 17 листопада. Розстріляний у містечку Базар. Реабілітований 12 березня 1998 року.

## Природоохоронні території
Село лежить у межах національного природного парку «Подільські Товтри».

## Світлини

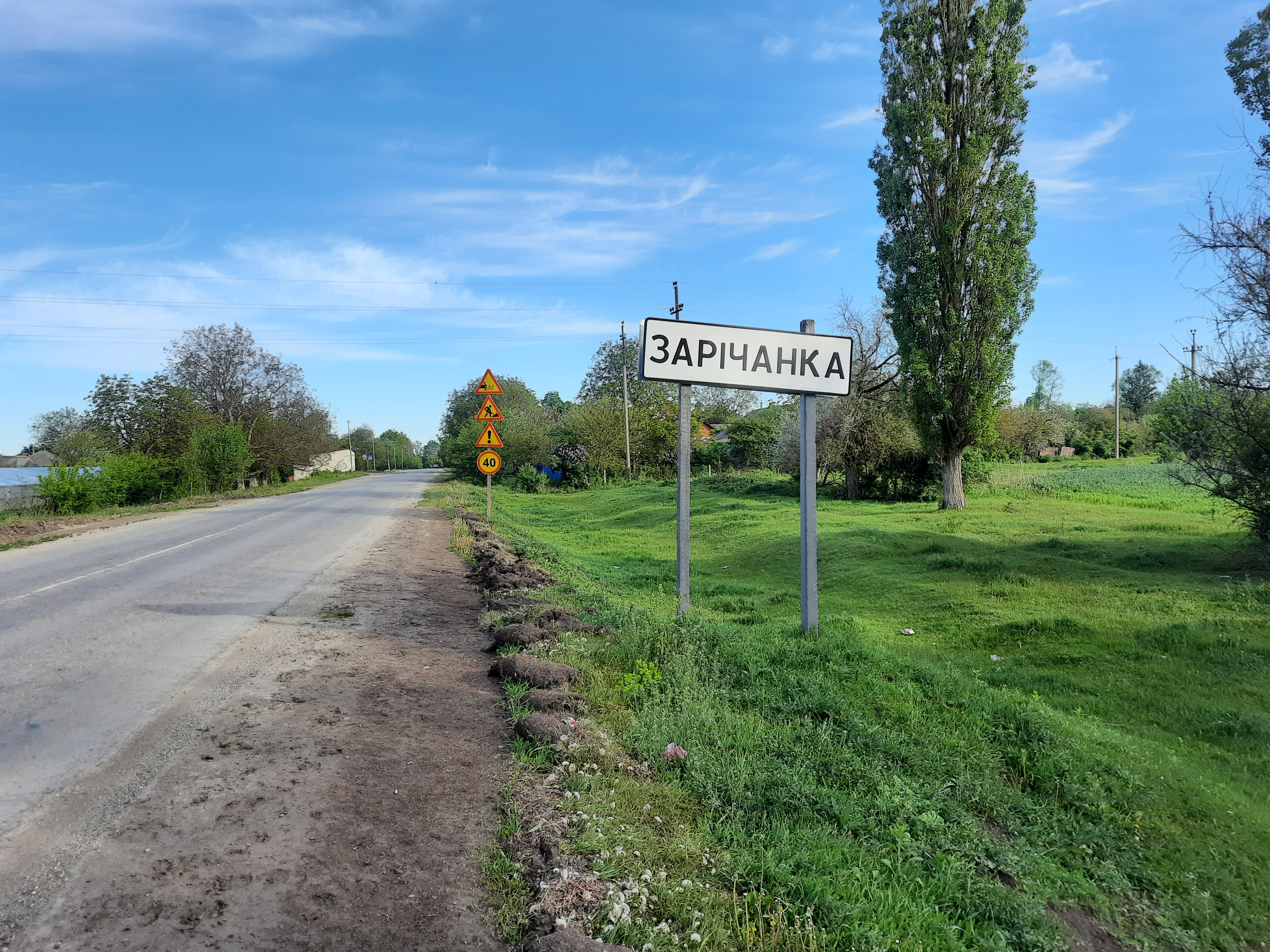
В'їзд у село
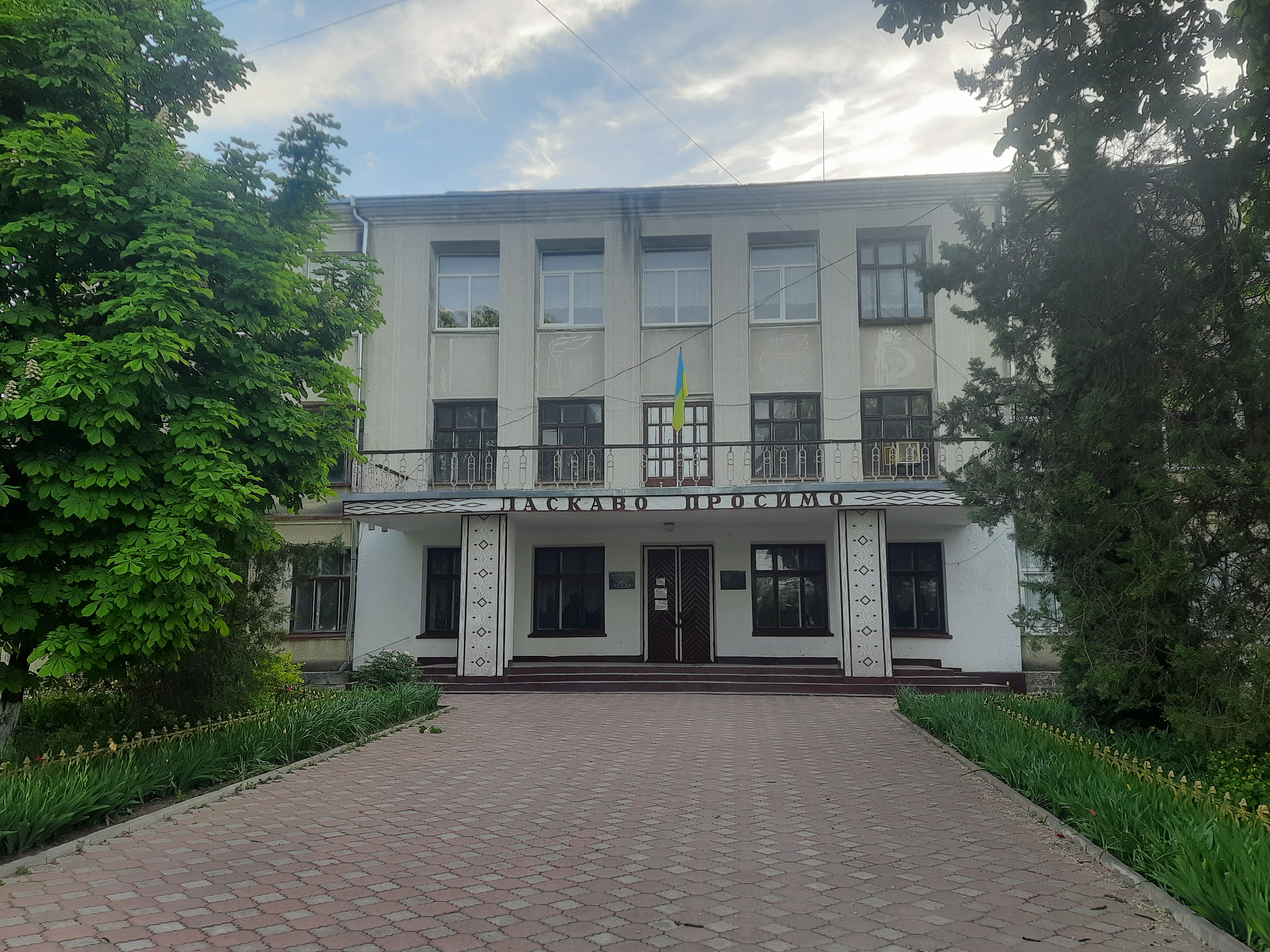
Школа
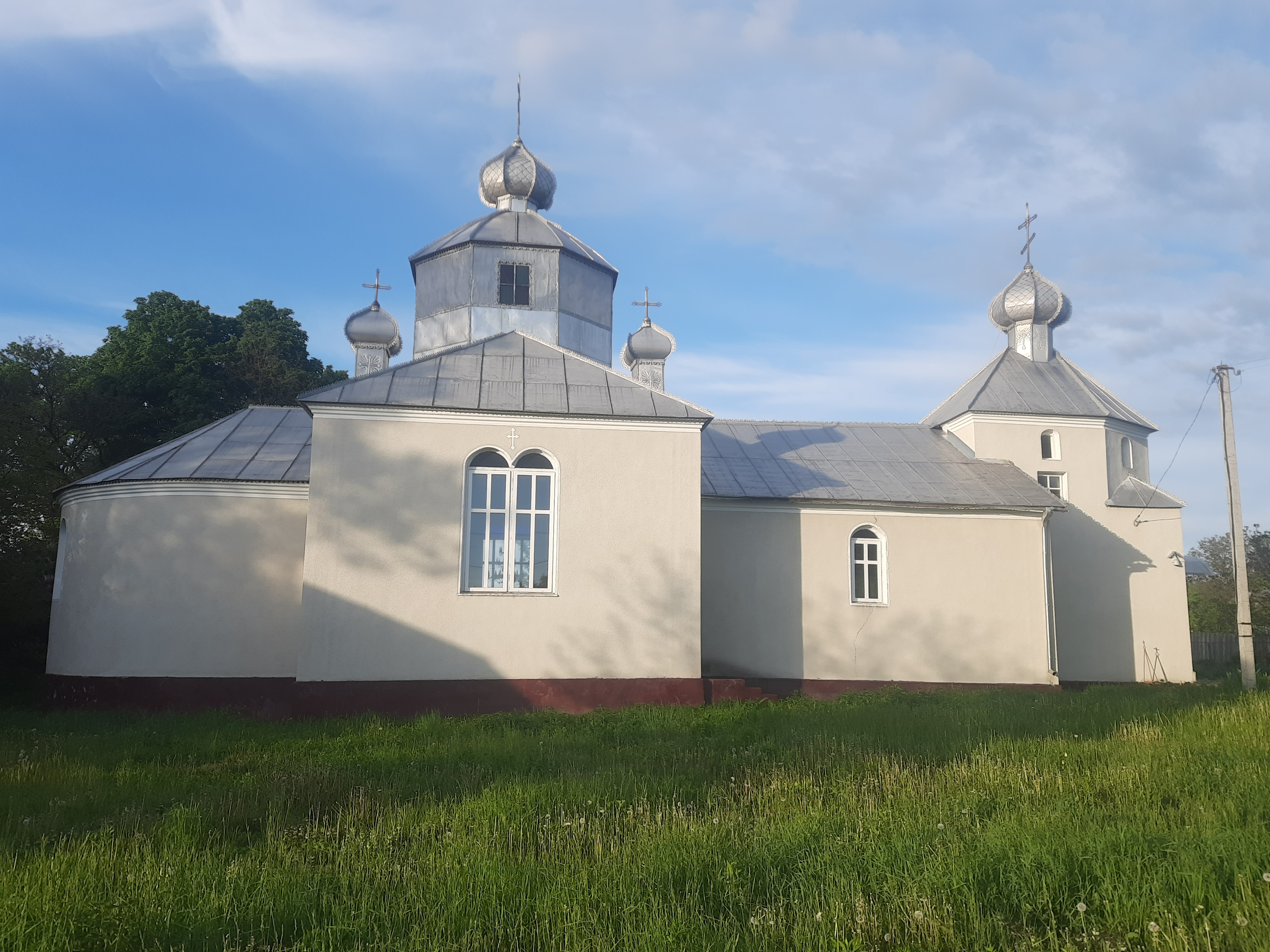
Церква Вознесіння Господнього УПЦ
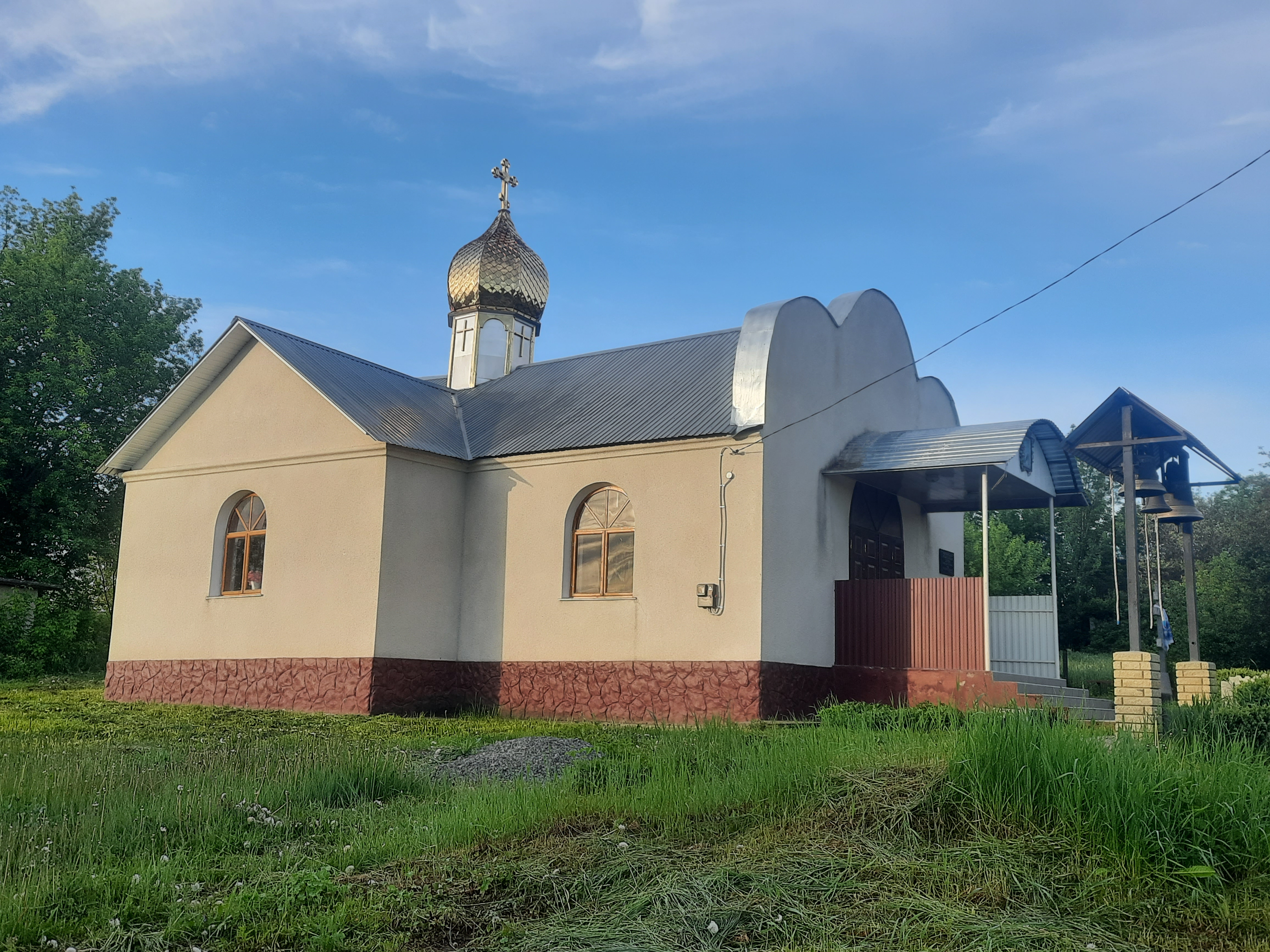
Церква Вознесіння Господнього (ПЦУ)
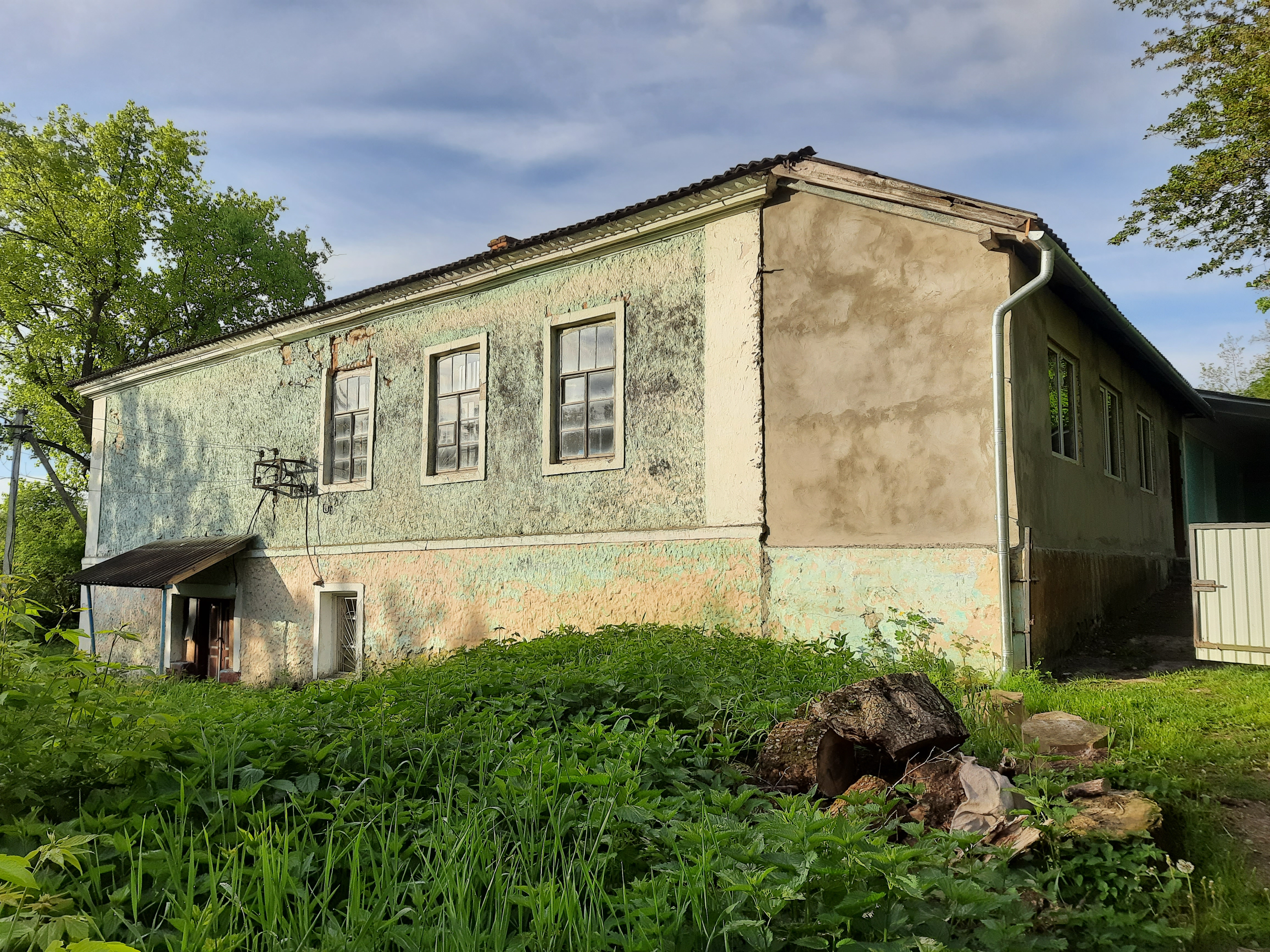
Будівля колишнього панського маєтку
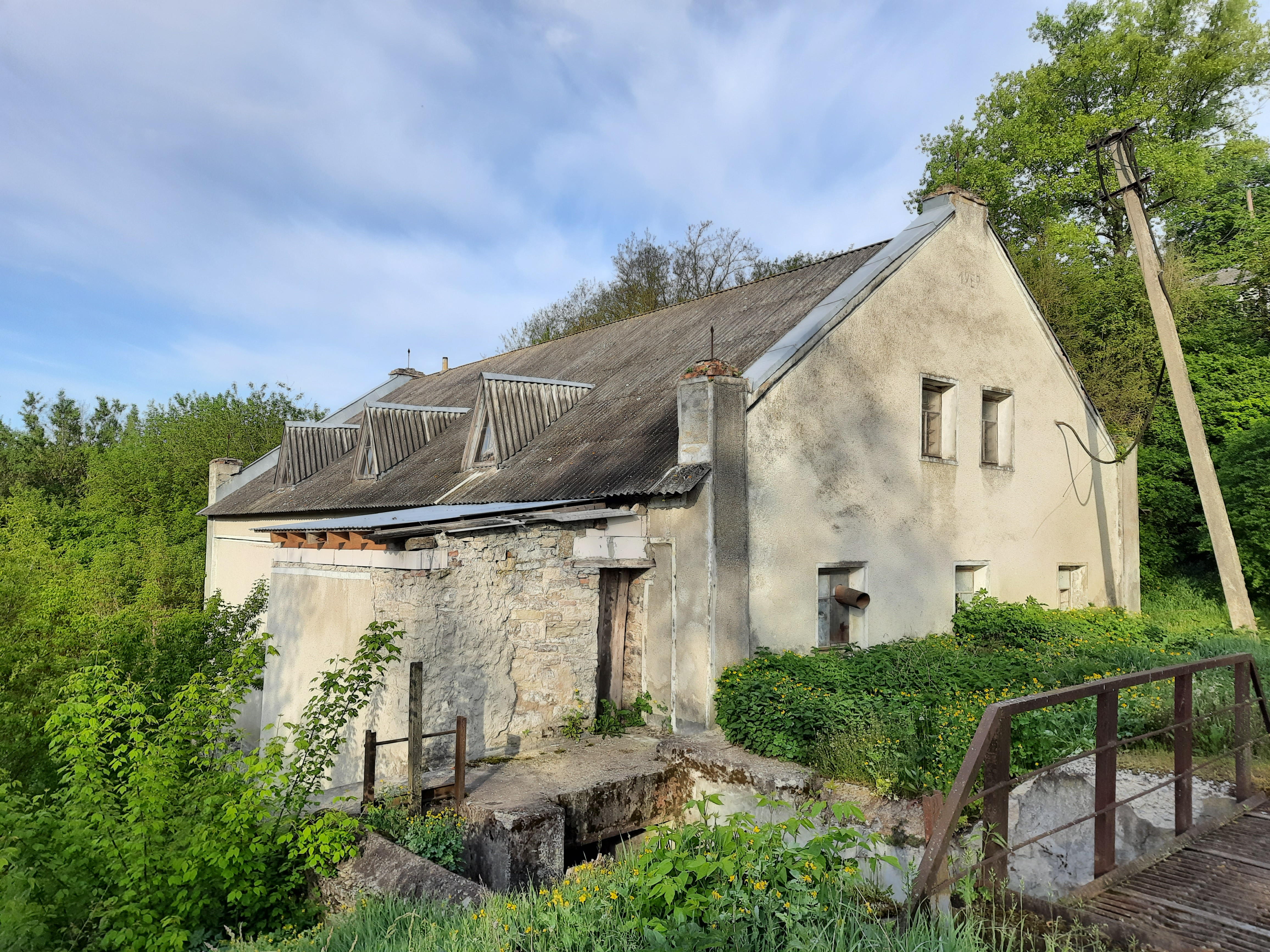
Старий водяний млин на річці Жванчик
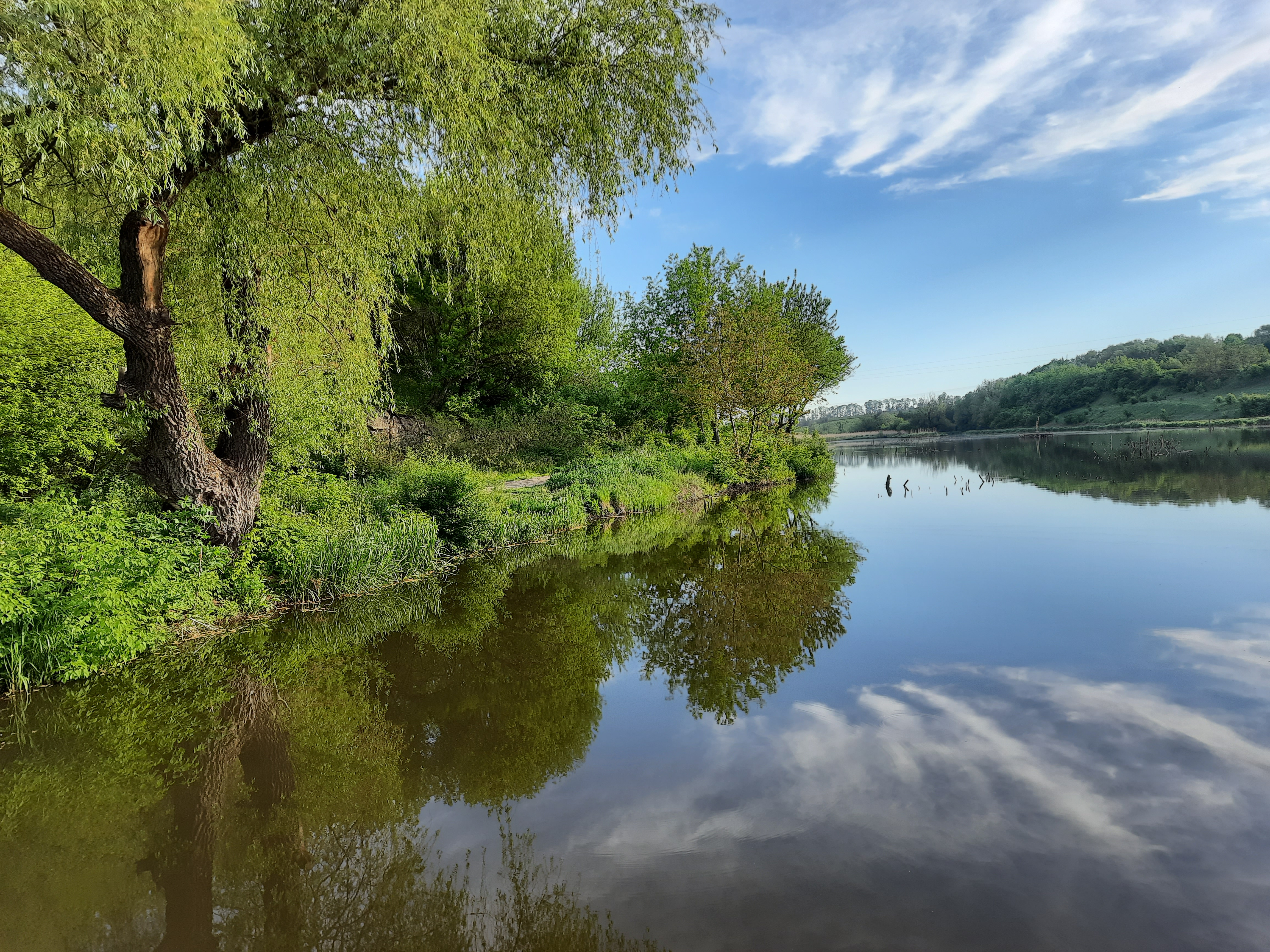
Став на річці Жванчик